# Sphecosoma cosmosomoides
Sphecosoma cosmosomoides är en fjärilsart som beskrevs av Rothschild 1911. Sphecosoma cosmosomoides ingår i släktet Sphecosoma och familjen björnspinnare. Inga underarter finns listade i Catalogue of Life.